# Авіакатастрофа Embraer Legacy 600 у Тверській області
Авіакатастрофа літака Embraer Legacy 600 у Тверській області сталася 23 серпня 2023 року. За повідомленнями російських ЗМІ й Федерального агентства повітряного транспорту Росії, в авіакатастрофі загинули всі 10 людей, що перебували на борту літака, зокрема й очільники ПВК «Вагнер» Євген Пригожин та Дмитро Уткін.

## Передісторія
На тлі конфлікту з Міністерством оборони Росії в ході російсько-української війни, ввечері 23 червня 2023 року Євген Пригожин, засновник ПВК «Вагнер», фактично оголосив про початок збройного заколоту. До ранку 24 червня найманці ПВК «Вагнер» захопили будівлі силових структур у Ростові-на-Дону. Паралельно інша група найманців колоною рухалася до Москви. Однак уже ввечері того ж дня Пригожин пішов із Ростова й повернув колону. Як повідомлялося, Пригожин ухвалив рішення припинити заколот після переговорів із самопроголошеним президентом Білорусі Олександром Лукашенком.

У процесі заколоту було проведено ряд арештів, проте сам Пригожин унаслідок домовленостей з керівництвом РФ покарання не поніс. Такі домовленості багатьма аналітиками й політиками були оцінені як примарні. Про ймовірну ліквідацію Пригожина попереджав зокрема президент США Джо Байден, який порадив Пригожину «бути обережнішим з тим, що він їсть». 29 липня голова ГУР Кирил Буданов в інтерв'ю The War Zone казав:
«Ми знаємо, що його вбивство [Пригожина] було доручено ФСБ. Чи досягнуть вони успіху в цьому? З часом побачимо. У будь-якому разі всі такі потенційні замахи не будуть швидкими. Їм знадобиться деякий час [на підготовку і проведення операції]. Але ще раз хочу підкреслити, що це відкрите питання. Чи вдасться їм це виконати? Чи наважаться вони?».
Після цих подій Пригожин на деякий час зник із публічного простору. 21 серпня він опублікував відеозвернення, яке, як стверджується, було записано в одній із країн Африки. 23 серпня Пригожин разом із найближчими соратниками повертався до Санкт-Петербурга з Африки з пересадкою в Москві.

## Катастрофа
Керівництво ПВК «Вагнер» вилетіло з московського аеропорту Шереметьєво в Санкт-Петербурзі о 18:00. За інформацією онлайн-трекера Flightradar24, близько 18:11 бізнес-літак Embaer Legacy 600 піднявся на висоту 8 500 метрів і летів на цій висоті до 18:19, після чого піднявся до 9 200 метрів. Згодом літак знизив висоту до 8 400 і знову піднявся до 8 900 метрів. О 18:20, коли літак зник з радарів, він знизився до 6 012 метрів.
Авіакатастрофа сталася 23 серпня 2023 року приблизно за 97 кілометрів на північ від точки вильоту. Літак розбився під селом Куженкіно у Тверській області. На відеозаписах випадкових свідків видно, що літак перебував у плоскому штопорному польоті безпосередньо перед зіткненням із землею. У літака, імовірно, був відсутній або вертикальний стабілізатор, або одне з крил.
Після ураження одного з літаків, другий приземлився в Санкт-Петербурзі, а потім повернувся до Москви.

### Версії

#### Збиття російською ППО
За однією з перших версій, яку висловили зокрема у ПВК «Вагнер», літак був збитий силами російської ППО. Один із Telegram-каналів, пов'язаних із ПВК, стверджував, що місцеві жителі поблизу місця катастрофи чули два гучних звуки перед інцидентом і бачили два сліди в небі. Також джерело в російському уряді повідомило The Moscow Times, що можливість збиття літака існує, враховуючи близькість місця катастрофи до резиденції Володимира Путіна на Валдаї, де розміщені чотири дивізіони ракетних систем С-300. З тим, що літак був збитий засобами ППО, був згодний також Руслан Левієв, засновник російської розслідувальної групи блогерів Conflict Intelligence Team.
На користь версії про збиття говорять, зокрема, численні пробоїни на уламках літака, що нагадують вплив уражальних елементів ракети класу «земля-повітря». Однак є також і низка аргументів на користь вибуху всередині літака. Висота 8,5 км, на якій летів літак, є недосяжною висотою для більшості систем ППО. Ракети комплексу середньої дальності, здатні досягти такої висоти, завдали б літаку набагато більшої шкоди, ніж зафіксована на відео очевидців.
За повідомленнями Reuters в мережі з'явився запис розмови нібито бойовика ПВК «Вагнер», який підтверджує, що літак збила система ППО.

#### Бомба на борту
Близько 22:20 в день катастрофи Комітет Росавіації заявив, що літак був підірваний зсередини вибухівкою, також російські ЗМІ повідомляли, що тіла Пригожина та Уткіна були впізнані й відправлені на експертизу.
Російський телеграм-канал «Shot» заявив, що бомба була закладена у відсіку шасі: вибух миттєво розгерметизував літак, відірвав крило, яке, своєю чергою, відірвало стабілізатор. BBC вважає, що бомбу було б важко непомітно закласти в ніші шасі, а її вибух мав би призвести до займання палива літака – на відеозаписах не було зафіксовано горіння літака в польоті.
Російський телеграм-канал «База» повідомляв, що бомба могла бути закладена в хвостовому відсіку, що пояснює відділення хвоста літака і його падіння окремо, але не пояснює відділення крила в повітрі.

5 жовтня 2023 року президент Росії Володимир Путін під час свого виступу в Сочі заявив, що уламки ручних гранат були знайдено в тілах декількох з десяти загиблих членів екіпажу та пасажирів:
«Мені керівник СК доповідав днями. У тілах загиблих виявлено фрагменти ручних гранат. Зовнішнього впливу не було. Це результати експертизи, проведеної Слідчим комітетом».
22 грудня 2023 року видання Wall Street Journal видало матеріал, в якому стверджується, що вбивство ватажка Прігожина організував соратник Путіна, секретар Ради безпеки РФ Микола Патрушев. За даними видання, Патрушев давно попереджав Путіна, що залежність Москви від ПВК «Вагнер» в Україні надає Прігожину надто великого політичного та військового впливу, що дедалі більше загрожує Кремлю. На початку серпня Патрушев дав наказ своєму помічнику розпочати підготовку до ліквідації ватажка ПВК, ознайомивши із планами Путіна і той не заперечував. Кілька тижнів потому, Прігожин чекав у московському аеропорту, поки інспектори з безпеки проводили перевірку літака. За словами представників розвідки, саме під час цієї затримки під крило заклали невелику бомбу.

## Пасажири та екіпаж
Як повідомляє Федеральне агентство повітряного транспорту Росії, усі 10 осіб, що перебували на борту літака — загинули. З них семеро пасажирів і три члени екіпажу, серед яких керівництво ПВК «Вагнер»: Євген Пригожин і Дмитро Уткін.

### Екіпаж
- Олексій Левшин — командир;
- Рустам Карімов — другий пілот;
- Христина Распопова — бортпровідниця.

### Пасажири
- Сергій «Кедр» Пропустін — офіцер ПВК «Вагнер», у серпні 2021 року був притягнутий до суду разом із ще двома бойовиками[45][46][47].
- Євген «Макар» Макарян — охоронець, воював у Сирії у складі 4-го штурмового загону ПВК[46], у січні 2017 року потрапив під обстріл американської авіації під Хашамом[45][47];
- Олександр «Тот» Тотмін — охоронець, воював у Судані, був засуджений за викрадення й крадіжку[46][47];
- Валерій «Ровер» Чекалов — керівник служби безпеки та зовнішньої логістики ПВК «Вагнер»[22][48];
- Микола Матусеєв — офіцер ПВК «Вагнер», воював у Сирії[46];
- Дмитро «Вагнер» Уткін — керівник військових операцій ПВК «Вагнер»;
- Євген Пригожин — засновник, лідер і речник групи ПВК «Вагнер».

### Питання загибелі Пригожина
Раніше Пригожина вже вважали загиблим певний час, коли у 2019 році той був помилково оголошений загиблим у катастрофі транспортного літака Ан-72 в Демократичній Республіці Конго, але через три дні він вийшов на зв'язок. Також відомо, що Пригожин використовував двійників-тезок, що окремо ставить смерть очільника бойовиків ПВК під сумнів.
У вечір катастрофи рештки всіх десяти пасажирів були успішно знайдені. Тіла Дмитра Уткіна та Євгена Пригожина були упізнані того ж дня. Згодом, за повідомленнями російських ЗМІ, було офіційно впізнано тіло Пригожина: головною прикметою стала відсутність пальця. Також за зростом та татуюванням у морзі було впізнано тіло Уткіна. Водночас видання «Фонтанка.ру» повідомило, що тіла загиблих дуже постраждали внаслідок катастрофи, тому візуально упізнати когось із загиблих неможливо. Однак фахівці змогли визначити за непрямими ознаками, що Пригожин все-таки перебував у літаку. Точніші дані змогла б надати тільки експертиза.
Міністерство оборони Великої Британії заявило, що загибель Пригожина «дуже ймовірна», проте остаточних доказів цього поки немає. Раніше представник Пентагону Патрік Райдер заявляв, що США вважають, що засновник ПВК «Вагнер» усе ж таки загинув в авіакатастрофі 23 серпня. «...наша первісна оцінка, яка заснована на безлічі факторів, полягає в тому, що він [Пригожин], найімовірніше, убитий», — сказав Райдер.

27 серпня Слідчий комітет РФ підтвердив загибель засновника ПВК «Вагнер» Євгена Пригожина в аварії літака. Як повідомила керівниця управління зв'язків зі ЗМІ Слідчого комітету РФ Світлана Петренко, особи жертв встановлено шляхом проведення молекулярно-генетичних експертиз.
У рамках розслідування аварії літака у Тверській області завершено проведення молекулярно-генетичних експертиз. За їхніми результатами особи всіх 10 загиблих встановлено, вони відповідають списку, заявленому у польотному листі — зазначила Петренко.
6 вересня представник Головного управління розвідки України Андрій Юсов заявив, що у відомстві не можуть на 100% підтвердити смерть ватажка «вагнерівців» Євгена Пригожина. Юсов зазначив, що українська розвідка наразі може підтвердити загибель заступника Пригожина – Дмитра Уткіна та ще деяких пасажирів. Утім щодо Пригожина варто зачекати ще деякий час, щоб оперувати підтвердженими фактами.

## Літак
Політ виконувався на приватному бізнес-джеті Embraer Legacy 600 (бортовий номер RA-02795, серійний — 14501008) виробництва бразильської компанії Embraer. У жовтні 2007 року літак поставили авіакомпанії Linxair, а потім передавали кільком іншим. У вересні 2020 року його придбала компанія «Wagner Group». Офіційним власником літака було ТОВ «МНТ-Аеро».
Літак потрапив під санкції Міністерства фінансів США у 2019 році. Згідно з пресрелізом уряду США, до жовтня 2018 року співробітники Пригожина організували придбання приватного літака M-SAAN (попередня назва літака), який був зареєстрований на власника Autolex Transport — компанію, яка згадується в пресрелізі як така, що надавала матеріальну допомогу Пригожину. Управління з контролю за іноземними активами Міністерства фінансів США вжило заходів проти Пригожина за спробу вплинути на вибори в США 2018 року.
На запитання про стан літака в Embraer відповіли, що не надають послуг з підтримки літака з 2019 року, посилаючись на дотримання санкцій.

## Наслідки

### Розслідування
23 серпня 2023 року, близько 21:00 Слідчий комітет Росії відкрив кримінальну справу за статтею 263 Кримінального кодексу Росії, про порушення правил експлуатації повітряного судна. Як повідомляється, відповідальним за розслідування назначено губернатора Тверської області Ігор Руденя.
25 серпня Слідчий комітет повідомив, що його співробітники отримали бортові самописці літака. У відомстві підтвердили, що під час слідчих дій виявили тіла 10 загиблих. Щоб встановити їхні особи, фахівці проводяли молекулярно-генетичні експертизи.
27 серпня Слідчий комітет Російської Федерації підтвердив загибель усіх 10 жертв катастрофи: вони відповідають списку, заявленому у польотному листі; інформація була опублікована після проведення експертизи.
Бразильська компанія виробників літаків, що створила бізнес-джет, звернулася до Росії, щоб провести спільне розслідування. Російська сторона відмовилась розслідувати авіакатастрофу за «міжнародними правилами», про що 29 серпня повідомив бразильский Центр досліджень і запобігання авіаційним пригодам.

### Наслідки для ПВК «Вагнер»

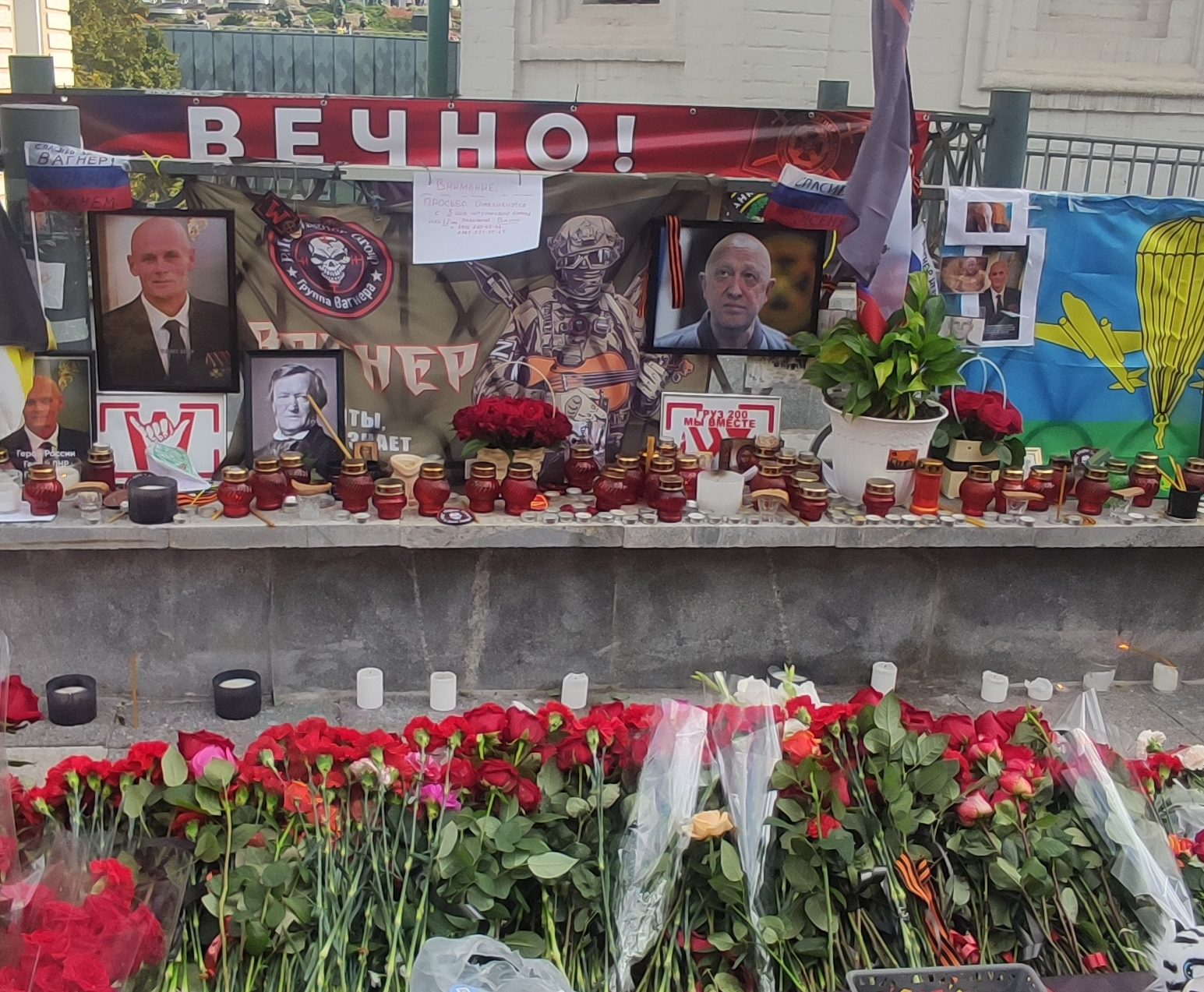
Стихійний меморіал у Москві

В авіакатастрофі, імовірно, загинуло все вище керівництво бойовиків, а саме Пригожин та Уткін, Валерій Чекалов, керівник логістики ПВК за кордоном, і два ключові лейтенанти. У цей час більша частина бойовиків «Вагнера» перебувала в Білорусі, ще частина — в Африці.
Після інциденту Центр національного спротиву України повідомив, що колони особового складу й техніки «Вагнера» залишали свої бази в Білорусі й прямували до російського кордону, а білоруські сили спеціальних операцій намагалися їх перехопити. Повідомлялося, що табір ПВК поблизу Осиповичів перебуває в процесі ліквідації.
Журналіст-розслідувач і засновник проєкту Bellingcat Христо Грозев вважав, що одним із нових ставлеників Росії на африканському напрямку може стати генерал ГРУ Андрій Авер'янов. За даними Грозева, Авер'янов керував у ГРУ таємними наступальними операціями в усьому світі, що охоплюють отруєння «новачком», організацію вибухів та інші вбивства. У його послужному списку — гучний замах на батька й доньку Скрипалів, пише Христо Грозев. Він також звернув увагу на те, що Путін представив Авер'янова делегаціям африканських країн на саміті Росія-Африка, який відбувся в липні 2023 року, що свідчить про певну відведену йому роль.

## Реакція

### У світі
- Проінформований про катастрофу президент США Джо Байден після брифінгу заявив, що він «точно не знає, що відбулося, але не здивований». Також у відповідь на питання про причетність до убивства ватажків ПВК «Вагнер» відповів: «В Росії мало що відбувається, за чим би не стояв Путін. Проте я знаю недостатньо, аби знати відповідь»[82][83][84]. Раніше Байден попереджав Пригожина про наслідки збройного заколоту, який той очолював у червні 2023 року[83].
- Прессекретар Ради національної безпеки США Едріен Вотсон у відповідь на повідомлення про загибель Пригожина у Twitter заявив, що «якщо це підтвердиться, ніхто не має дивуватися»[84]. Директор ЦРУ Вільям Бернс зазначив, що «помста — це страва, яку Путін воліє подавати холодною»[85].
- Представник Пентагону Патрік Райдер заявив, що США вважають, що засновник ПВК «Вагнер» Євгеній Пригожин загинув в авіакатастрофі 23 серпня. «Я не збираюся вдаватися в подробиці того, як ми збираємо інформацію, крім того, що наша первісна оцінка, яка заснована на безлічі факторів, полягає в тому, що він, найімовірніше, убитий», — сказав Райдер. Крім того, він додав, що «Пентагон наразі не має жодної інформації, яка вказує на те, що літак, у якому був Пригожин, збили ракетою класу «земля-повітря»[58][59][60].
- Депутатка британського парламенту й голова комітету закордонних справ — Алісія Кірнс — заявила, що Путін «надсилає дуже гучний сигнал» через загибель в авіакатастрофі ватажка найманців «Вагнера» Євгена Пригожина. «Швидкість, з якою російський уряд підтвердив, що Євген Пригожин був на борту літака, що розбився під час польоту з Москви до Санкт-Петербурга, повинна сказати все, що нам потрібно знати», — написала Кірнс у Twitter[86].
- Журналіст Христо Грозев з агентства онлайн-розслідувань Bellingcat відкинув припущення про те, що Україна може стояти за катастрофою. За його словами, він вважає імовірним, що Пригожин міг інсценувати власну смерть. «Це відповідає його стилю», — сказав Грозев, зазначивши, що у Пригожина було кілька двійників. Але він додав, що імовірнішим сценарієм є те, що йдеться про «замовне вбивство, яке замовив особисто Путін, щоб принизити його»[87].
- Прем'єр-міністерка Естонії Кая Каллас назвала катастрофу нагадуванням про здатність Путіна усувати опонентів і залякувати інакодумство[88][89].
- Міністр закордонних справ Польщі Збіґнєв Рау заявив, що ті, хто загрожує владі Путіна, «не вмирають природною смертю», і висловив сильні сумніви в тому, що катастрофа була випадковою[90].
- Прем'єр-міністр Польщі Матеуш Моравецький заявив, що боїться, що після смерті Євгена Пригожина найманців ПВК «Вагнер» контролюватиме безпосередньо Кремль, що зробить їх ще більш небезпечними. «Я не буду коментувати, збіг це чи ні», — заявив Моравецький. «Думаю, поляки здатні відповісти на це самі. Кураторство над групою Вагнера переходить безпосередньо до президента Путіна. Нехай кожен тепер сам для себе відповість, чи є група Вагнера, яка дислокується в Білорусі, більшою чи меншою загрозою», — додав він. Моравецький також заявив, що, безумовно, під наглядом Путіна ПВК буде ще більше використовуватися для провокацій, шантажу, нападів і «всіляких рухів у підриві політики безпеки»[91][92][93].
- Французький уряд висловив «обґрунтовані сумніви» щодо причини катастрофи й додав, що Пригожин був «людиною, яка виконувала брудну роботу Путіна» й залишив по собі «братські могили» в Африці, Україні та Росії[94][95].
- Міністерка закордонних справ Німеччини Анналена Бербок застерегла від спекуляцій щодо катастрофи літака, на борту якого міг бути ватажок бойовиків Євген Пригожин. За словами глави німецького МЗС, «не можна робити швидких висновків». У той час ні Росавіація, ні будь-який інший російський чиновник не заявили однозначно, що Пригожин загинув. Як вважає Бербок, ця історія підкреслює, «що система, що влада, що диктатура, яка побудована на насильстві, також визнає лише насильство всередині себе»[96].
- Президент Республіки Білорусь Олександр Лукашенко запевнив, що ніяких гарантій безпеки Пригожину не надавав. Водночас він заявив, що Путін не може бути причетним до імовірного вбивства очільника бойовиків «Вагнера», оскільки Путін «розважлива, дуже спокійна й навіть повільна людина», тому для нього ця робота «надто груба й не професійна»[97][98].

### В Україні
Радник Офісу Президента України Михайло Подоляк назвав те, що трапилося, керованою авіакатастрофою:
…Вже зараз можна говорити про декілька важливих висновків. Єдина зацікавлена особа — тільки російський диктатор. <...> Путін ніколи не прощає власний страх. Тим більше він не прощає масштабне публічне приниження, замішане до того ж на особистій зраді вчорашнього фаворита. А Путін, нагадаю, був надзвичайно наляканий у червні 2023 року, коли Пригожин організував марш на Москву. Наляканий в усіх сенсах — він усвідомив, що немає ніякої силової вертикалі й немає ніякого контролю. <...> Демонстративне усунення Пригожина та команди Вагнера через два місяці після спроби державного перевороту є сигналом Путіна російській еліті напередодні виборів 2024 року.
Президент України Володимир Зеленський заявив, що Україна не має жодного відношення до загибелі в Росії ватажка найманців ПВК «Вагнер» Євгена Пригожина.
Коли Україна зверталася до країн світу щодо літаків — ми не це мали на увазі. Ми хотіли підтримки, хоча це в певному сенсі також допоможе. Ми не маємо до цього стосунку. Усі розуміють, хто стосунок має.

### У Росії
Прокремлівський російський політик і політолог Сергій Марков спробував перекласти вину за авіакатастрофу на Україну. "Пригожин загинув. Ніхто не вірить, що це нещасний випадок". — заявив він у своєму Telegram-каналі. В окремому пості, натякаючи на те, як кремлівські піарники можуть представити авіакатастрофу в найближчі години та дні, Марков заявив:
Вбивство Пригожина й Уткіна <…> імовірно, є терористичною атакою з боку України напередодні Дня Незалежності України. Всі вороги Росії вже радіють. Вбивство Пригожина — головне досягнення України цього року.
Висвітлення катастрофи обмежилося 30-секундним репортажем у вечірньому випуску програми «Время», головної інформаційної програми російського державного телеканалу «Первый канал». У Вагнер-центрі в Санкт-Петербурзі виникла спонтанна святиня, прикрашена квітами й свічками, вікна центру були освітлені у формі хреста. Президент РФ Володимир Путін висловив співчуття близьким загиблих під час аварії літака, зазначивши, що Пригожина він знав дуже давно, з початку 1990-х років.
Це була людина складної долі [Пригожин], і помилки у неї були серйозні в житті, і домагався він результатів потрібних. І для себе, і тоді, коли я просив його про це для спільної справи, як от ці останні місяці. Була талановита людина, талановитий бізнесмен.
Російська пропагандистка й головна редакторка RT Маргарита Симоньян заявила, що «схиляється до найбільш очевидної версії», натякаючи на навмисне збиття літака. Інший пропагандист, ведучий телеканалу «Россия-24» Володимир Соловйов, звинуватив Україну та її союзників у поширенні неправдивих новин про загибель Пригожина, але пізніше відмовився від своїх заяв.
Міністр закордонних справ Росії Сергій Лавров, якого попросили прокоментувати ситуацію в кулуарах саміту БРІКС у Південній Африці, відмовився від коментарів, висловившись нецензурно, та відсторонився від журналіста, який поставив запитання.
Дмитро Пєсков назвав «абсолютною брехнею» твердження про причетність Кремля до катастрофи з літаком Євгена Пригожина. 
Давайте не забувати, що такої структури немає, не існує де-юре ПВК Вагнер. Існує, дійсно, група Вагнер. Президент неодноразово говорив, що вона зробила великий внесок у хід «спеціальної військової операції» [війни проти України]… «Геройство» цих людей ніколи не буде забуто — про це говорив президент. Що стосується майбутнього, зараз я нічого вам сказати не можу.